# Línguas saarianas
As línguas saarianas são uma pequena família linguística constituída pelas línguas faladas na porção oriental do Saara, do noroeste de Darfur ao sul da Líbia, norte e centro do Chade, leste de Níger e nordeste da Nigéria. Dentre elas se incluem o canúri (quatro milhões de falantes em torno do lago Chade, no Chade, Nigéria, Níger e Camarões), o daza (330 mil falantes, no Chade), o teda (49 mil falantes, no norte do Chade) e o zagaua (170 mil falantes, no Chade e em Darfur). 

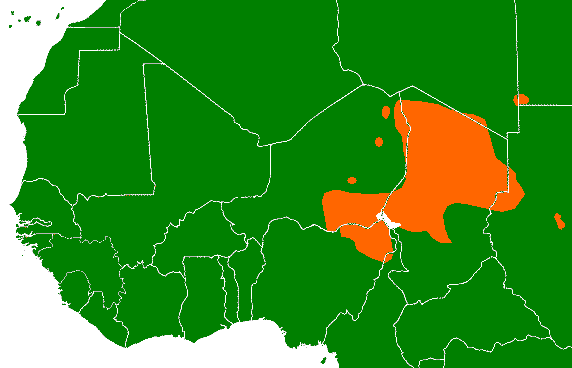
Localização das línguas saarianas

## Classificação
| Oriental  | Berti (aka Sagato; extinta), zagaua (aka Beria) |
|           | Berti (aka Sagato; extinta), zagaua (aka Beria) |
| Ocidental | \| Canúri \| língua canúri (Bilma, Manga, Tumari, Central), canembu (Tarjumo) \| \| \| língua canúri (Bilma, Manga, Tumari, Central), canembu (Tarjumo) \| \| Tebu \| Daza, Teda \| \| \| Daza, Teda \| |
|           | \| Canúri \| língua canúri (Bilma, Manga, Tumari, Central), canembu (Tarjumo) \| \| \| língua canúri (Bilma, Manga, Tumari, Central), canembu (Tarjumo) \| \| Tebu \| Daza, Teda \| \| \| Daza, Teda \| |
| Canúri    | língua canúri (Bilma, Manga, Tumari, Central), canembu (Tarjumo) |
|           | língua canúri (Bilma, Manga, Tumari, Central), canembu (Tarjumo) |
| Tebu      | Daza, Teda |
|           | Daza, Teda |

| Canúri | língua canúri (Bilma, Manga, Tumari, Central), canembu (Tarjumo) |
|        | língua canúri (Bilma, Manga, Tumari, Central), canembu (Tarjumo) |
| Tebu   | Daza, Teda                                                       |
|        | Daza, Teda                                                       |